# Międzychód
Pour les articles homonymes, voir Międzychód (homonymie).
Międzychód (prononciation : [mʲɛnˈd͡zɨxut] ; en allemand : Birnbaum) est une ville polonaise, située dans la voïvodie de Grande-Pologne. C'est le siège administratif de la gmina de Międzychód et du powiat de Międzychód.

## Géographie
Appartenant à la région historique de Grande-Pologne, la ville de Międzychód se trouve au bord de la Warta, un affluent important de l'Oder. Elle est située à l'ouest de la voïvodie de Grande-Pologne, à la limite avec la voïvodie de Lubusz. Międzychód est également bordée par un lac (jezioro Kuchenne).
Le centre-ville est localisée à environ 75 km au nord-ouest de Poznań, la capitale régionale de la voïvodie.

## Histoire

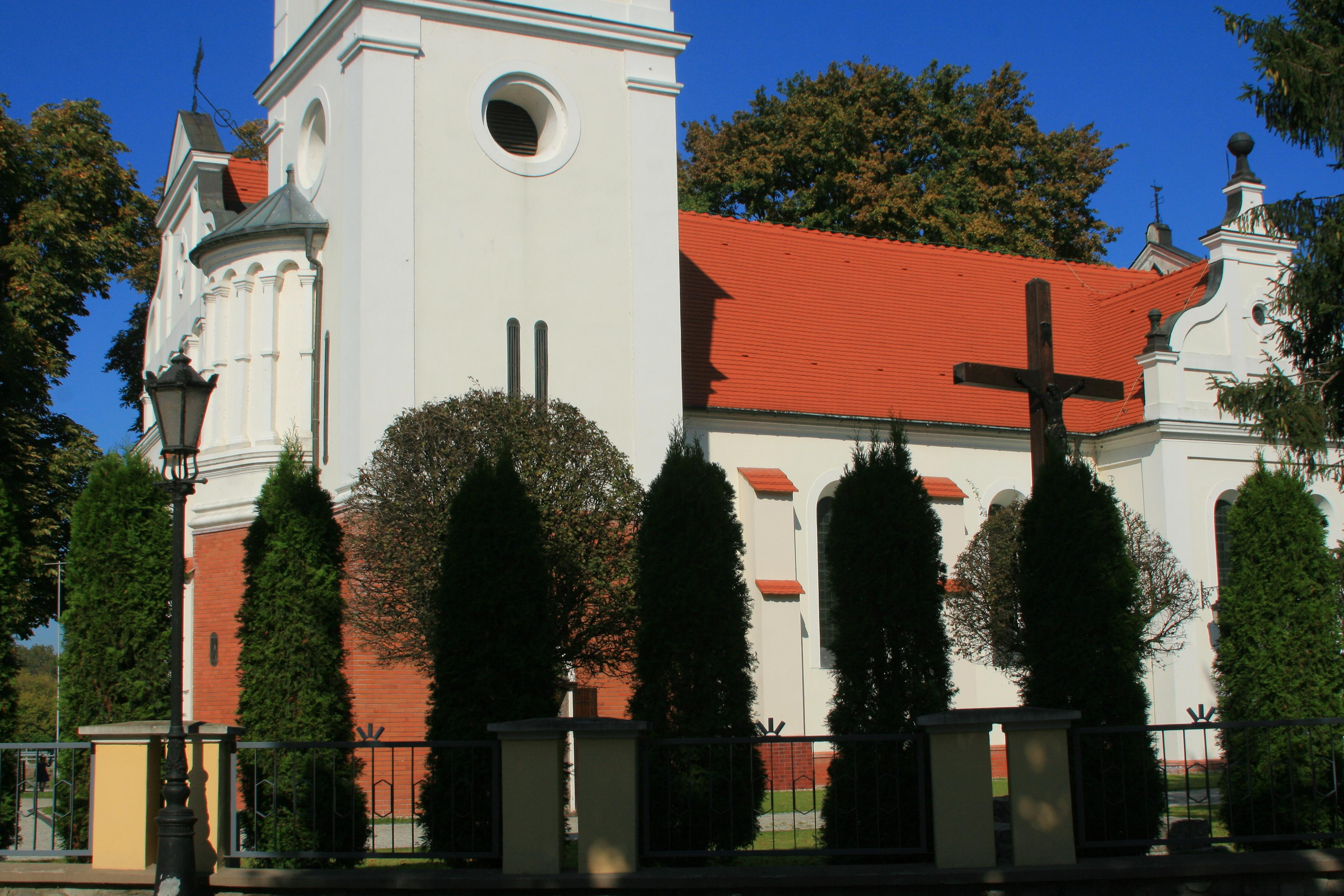
L'église Saint-Jean-Baptiste.

La colonie de Mézichod fut mentionnée pour la première fois en 1378. Elle a acquis ses droits de ville à la fin du XIVe siècle. À cette époque, les domaines sur les bords de la Warta, auparavant une partie du duché de Grande-Pologne, appartenaient à la couronne de Pologne. Plus à l'ouest, au-delà de la ville de Skwierzyna, ils ont eu des frontières avec la Nouvelle-Marche, créée dans le cadre de la colonisation germanique.
La seigneurie de Międzychód était la propriété d'un staroste ; vers 1550, la noble famille Ostroróg, membre du clan Nałęcz, acquérait le terrain. Du fait de sa situation si proche de la frontière, la ville fut très tôt mise en contact avec la Réforme protestante, bien qu'elle fût repoussée par les mesures de la Contre-Réforme prises à l'initiative du roi polonais Sigismond Vasa. Pendant que la guerre de Trente Ans faisait ravage partout dans le Saint-Empire, les réfugiés protestants fuyant les combats sont arrivés en masse dans la ville. En conséquence, Międzychód devint un nouveau centre industriel, notamment de l'artisanat
régional des tisserands.

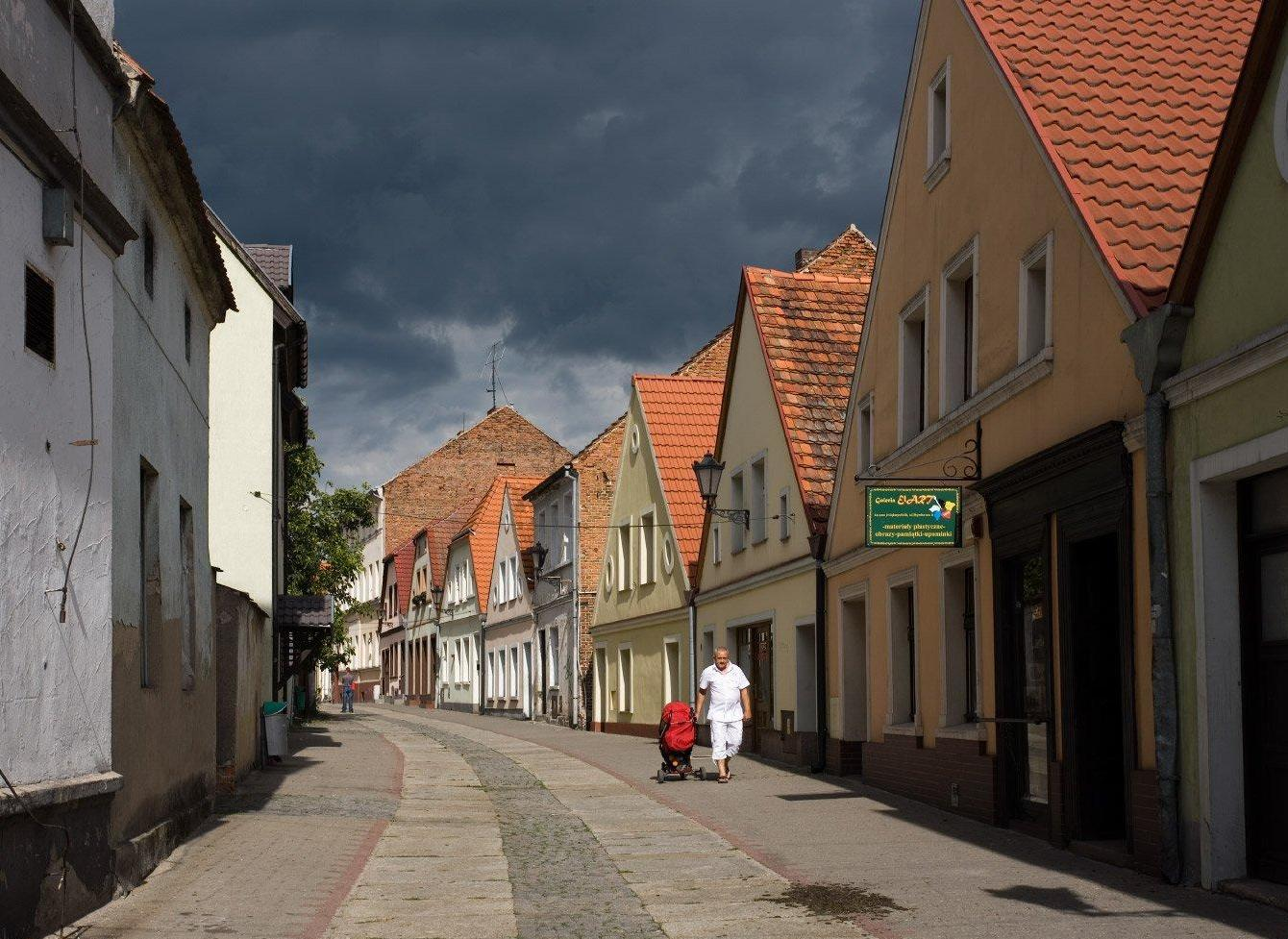
Rue dans la vieille ville.

Au cours du deuxième partage de la Pologne, en 1793, la ville est annexée par le royaume de Prusse et incorporée dans la province de Prusse-Méridionale. Ayant fait partie du duché de Varsovie éphémère pendant les guerres napoléoniennes, l'arrondissement de Birnbaum a été rattaché au grand-duché de Posen, une province autonome du royaume de Prusse, créée par le congrès de Vienne en 1815. Dans les décennies suivantes, la révolution industrielle transforme le visage de la ville. En 1888 eut lieu la jonction au réseau ferroviaire de la ligne de Prusse-Orientale. La domination prussienne puis allemande se poursuivra jusqu'à la fin de la Première Guerre mondiale et la cession du territoire à la république de Pologne selon les dispositions du traité de Versailles.
Faisant partie de la voïvodie de Poznań dans l'entre-deux-guerres, les problèmes spécifiques qui se posent à la ville du fait de sa localisation à la frontière ont entraîné l'exode vers l'Allemagne de nombreux habitants. Pour faire face à cette évolution, le gouvernement polonais lui a officiellement conférée le statut d'une station de villégiature. Annexée à nouveau par l'Allemagne nazie après l'invasion de la Pologne en 1939, Międzychód revint à la république de Pologne après la Seconde Guerre mondiale et les derniers citoyens germanophones furent expulsés.
De 1975 à 1998, la ville faisait partie du territoire de la voïvodie de Gorzów. Depuis 1999, la ville fait partie du territoire de la voïvodie de Grande-Pologne.

## Monuments

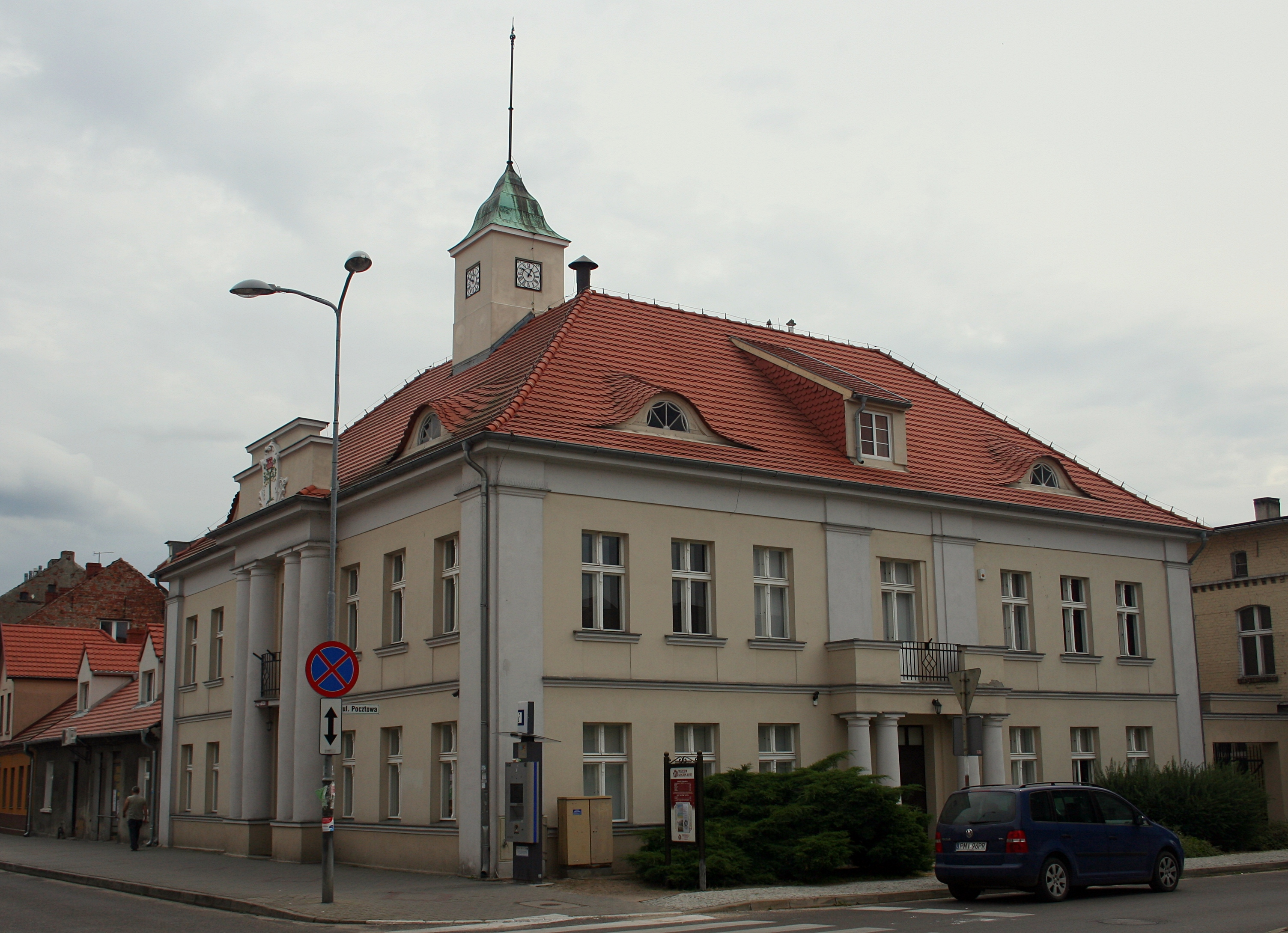
Le musée régional.

- l'église Saint-Jean-Baptiste, construite au XVIe siècle ;
- l'ancienne église protestante, édifiée de 1838 à 1840, sur les plans de l'architecte Karl Friedrich Schinkel ;
- le musée régional avec des collections ethnographiques et une exposition sur l'histoire de la ville.

## Voies de communication
La ville est traversée par les routes secondaires 160 (qui rejoint Suchań à Miedzichowo) et la route secondaire 182 (qui rejoint Międzychód à Ujście).

## Jumelages
- Skwierzyna (Pologne)
- Szczytna (Pologne)
- Seelow (Allemagne)
- Weinstadt (Allemagne)
- Ostricourt (France)

## Personnalités liées à Międzychód
- Lesser Ury (1861–1931), peintre et graveur ;
- Hugo Hirsch (1884–1961), compositeur.